# 碓氷川

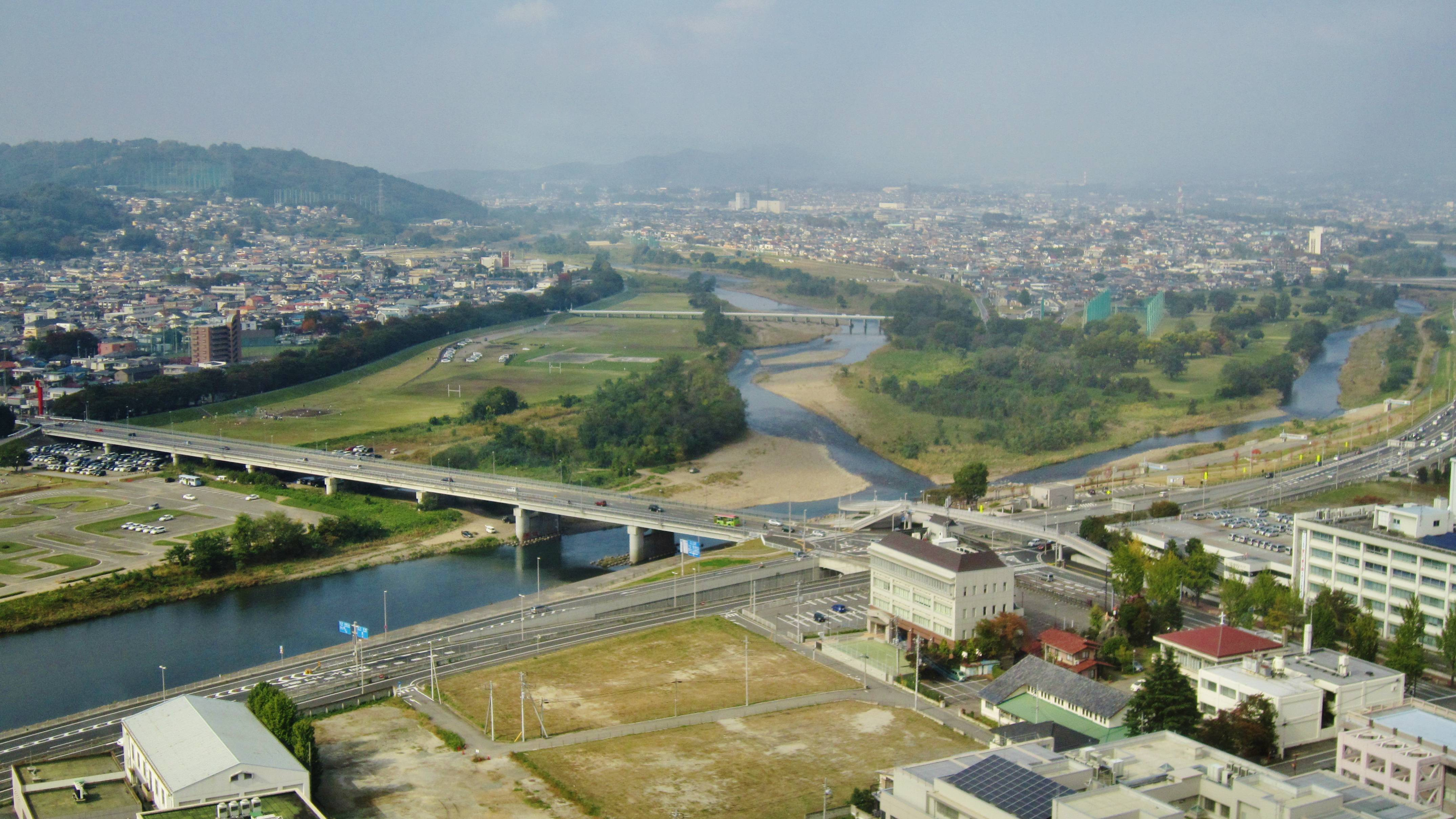
烏川（右上から左下）へ合流する碓氷川（中央）

碓氷川（うすいがわ）は、群馬県を流れる利根川水系の一級河川。

## 地理
群馬県と長野県との境界（碓氷峠）に源を発し、国道18号に並行して安中市内を流れる。その後、高崎市常盤町で烏川に合流する。磯部温泉には磯部簗が設置されている。
流域は稲作が盛んで、松井田地域周辺では流域付近の湧水を利用したわさび栽培も行われている。

## 支川
- 入山川
- 小竹川
- 中尾川
- 霧積川
- 中木川（中木ダム・妙義湖あり）
- 九十九川（支流に増田川、後閑川、秋間川あり）
- 柳瀬川（やなぎせがわ）（支流に天神川、猫田川あり）
- 岩井川
- 寺沢川
- 荒久沢川

## 橋梁
- 新碓氷川橋梁（旧・信越本線）
- 碓氷第三橋梁（信越本線旧線・安中市道94346号線）
- 碓氷橋（国道18号）
- 碓氷橋（上信越自動車道）
- 灘田橋（安中市道96020号線）
- 新中尾橋（国道18号碓氷バイパス ）
- 中尾橋（群馬県道・長野県道92号松井田軽井沢線）
- 西尾大橋（安中市道9112号線）
- 中木橋（安中市道9209号線）
- 弁天橋（安中市道95503号線）
- 蟹沢橋（安中市道9110号線）
- 松井田大橋（群馬県道51号松井田下仁田線）
- 五料橋（上信越自動車道）
- 滝名田橋（安中市道9206号線）
- 中河原橋（安中市道95502号線）
- 上碓氷川橋梁（信越本線）
- 中瀬大橋（安中市道9122号線）
- 中瀬橋（安中市道9120号線）
- 広谷橋（群馬県道217号松井田中宿線）
- 碓氷大橋（安中市道幹104号線）
- 鉱泉橋（安中市道磯542号線）
- 愛妻橋（群馬県道220号磯部停車場線）
- やなせ大橋（安中市道幹147号線）
- 中橋（群馬県道48号下仁田安中倉渕線）
- 柵橋（しがらみはし）（安中市道幹119号線）
- 新水口橋（安中市道幹120号線）
- 七曲橋（群馬県道214号磯部停車場上野尻線）
- 昭和橋（安中市道安525号線）
- 安中大橋（安中市道安828号線）
- 常谷橋（安中市道安534号線）
- 伝新橋（群馬県道212号安中富岡線）
- 扇城橋（安中市道幹122号線）
- 久芳橋（国道18号高崎安中拡幅）
- 湯ノ入橋（安中市道幹116号線）
- 鷹之巣橋（群馬県道171号吉井安中線）
- 石井橋（群馬県道10号前橋安中富岡線）
- 下碓氷川橋梁（信越本線）
- 碓東大橋（国道18号高崎安中拡幅）
- 鼻高橋（高崎市道藤塚岩井線）
- 中乗橋（高崎市道782号線）
- 八千代橋（高崎市道八千代橋通り線）

## 流域
- 磯部温泉
- 中山道
  - 坂本宿
  - 松井田宿
  - 板鼻宿